# Đề nghị mời thầu (RFP)
Đề nghị mời thầu (request for proposal - RFP) là tài liệu giới thiệu đề xuất, thường được thực hiện thông qua quy trình đấu thầu, bởi một đại lý hoặc công ty quan tâm đến việc quá trình thu mua hàng hóa, dịch vụ hoặc tài sản có giá trị, cho các nhà cung cấp tiềm năng gửi đề xuất kinh doanh. Nó được nộp sớm trong chu kỳ mua sắm, hoặc ở giai đoạn nghiên cứu sơ bộ, hoặc giai đoạn mua sắm.

## Tổng quát
RFP được sử dụng khi yêu cầu đòi hỏi chuyên môn kỹ thuật, khả năng chuyên môn hoặc nơi sản phẩm hoặc dịch vụ được yêu cầu chưa tồn tại và đề xuất có thể yêu cầu nghiên cứu và phát triển để tạo bất kỳ điều gì đang được yêu cầu.
RFP trình bày các yêu cầu sơ bộ đối với hàng hóa hoặc dịch vụ và có thể quy định các mức độ khác nhau về cấu trúc và định dạng chính xác của phản hồi của nhà cung cấp. Các RFP hiệu quả thường phản ánh chiến lược và các mục tiêu kinh doanh ngắn hạn / dài hạn, cung cấp cái nhìn chi tiết mà các nhà cung cấp sẽ có thể đưa ra một quan điểm phù hợp.
Các yêu cầu tương tự bao gồm yêu cầu báo giá (RFQ), theo đó khách hàng có thể chỉ cần tìm báo giá và yêu cầu thông tin (RFI), nơi khách hàng cần thêm thông tin từ nhà cung cấp trước khi gửi RFP. Một RFI thường được theo sau bởi một RFP hoặc RFQ.
Về nguyên tắc, một RFP:
- Thông báo cho các nhà cung cấp rằng một tổ chức đang tìm kiếm để mua và khuyến khích họ nỗ lực hết mình.
- Yêu cầu công ty xác định những gì cần đề xuất để mua. Nếu phân tích yêu cầu đã được chuẩn bị đúng cách, nó có thể được kết hợp khá dễ dàng vào tài liệu Yêu cầu.
- Cảnh báo các nhà cung cấp rằng quá trình lựa chọn là cạnh tranh.
- Cho phép phân phối và phản hồi rộng rãi.
- Đảm bảo rằng các nhà cung cấp đáp ứng thực tế các yêu cầu đã xác định.
- Nói chung, dự kiến sẽ thực hiện theo một đánh giá có cấu trúc và thủ tục lựa chọn, để một tổ chức có thể chứng minh tính công bằng - một yếu tố quan trọng trong việc mua sắm khu vực công.

## Thông số kỹ thuật
Một RFP thường liên quan đến nhiều hơn một yêu cầu về giá cả. Các thông tin được yêu cầu khác có thể bao gồm thông tin cơ bản về công ty và lịch sử, thông tin tài chính (công ty có thể cung cấp mà không có nguy cơ phá sản), khả năng kỹ thuật (được sử dụng cho các dịch vụ chính, nơi sản phẩm chưa được thực hiện trước đó hoặc nơi yêu cầu có thể đáp ứng được) các phương tiện kỹ thuật khác nhau), thông tin sản phẩm như khả năng sẵn có và thời gian hoàn thành ước tính và tham khảo khách hàng có thể được kiểm tra để xác định sự phù hợp của công ty (bao gồm cả nền tảng giáo dục và quân sự cho nhân viên của dự án) độ có thể thêm "giá trị" từ nhà thầu).
Internet đã khiến nhiều cơ quan chính phủ chuyển sang trang web do nhà nước hoặc nhà cung cấp điều hành cung cấp danh sách các RFP cũng như RFI và RFQ. Nhiều nhà cung cấp cho phép các nhà cung cấp đăng ký miễn phí để nhận e-mail yêu cầu nói chung hoặc cho các danh mục sản phẩm hoặc dịch vụ cụ thể mà có lợi ích. Trong một số trường hợp, toàn bộ quá trình được thực hiện trực tuyến với các phản hồi như tài liệu được quét hoặc các tệp PDF được tải lên máy chủ; trong các trường hợp khác, hoặc vì lý do pháp lý, một phản ứng phải được gửi dưới dạng bản sao cứng và/hoặc trên đĩa CD / DVD hoặc ổ đĩa flash bằng thư hoặc dịch vụ chuyển phát.
Trong quân đội của nhiều quốc gia, RFP thường được nâng lên để đáp ứng yêu cầu hoạt động (OR), sau đó cơ quan mua sắm quân sự thường đưa ra một đặc tả kỹ thuật chi tiết về các nhà thầu tiềm năng (đấu thầu). Trong sử dụng dân sự, một RFP thường là một phần của một quá trình bán hàng phức tạp, còn được gọi là bán hàng doanh nghiệp.
RFP thường bao gồm các thông số kỹ thuật của sản phẩm, dự án hoặc dịch vụ mà đề xuất được yêu cầu. Chi tiết kỹ thuật càng chi tiết, thì cơ hội mà đề xuất được cung cấp càng chính xác. Nói chung RFP được gửi đến một nhà cung cấp hoặc danh sách nhà cung cấp được phê duyệt.
Các nhà thầu phản hồi đề xuất theo ngày và giờ đã đặt. Các đề xuất trễ có thể hoặc có thể không được xem xét, tùy thuộc vào các điều khoản của RFP ban đầu. Các đề xuất được sử dụng để đánh giá sự phù hợp với tư cách là nhà cung cấp, nhà cung cấp hoặc đối tác thể chế. Thông thường các tổ chức tuân thủ quy trình kiểm tra nhà cung cấp chi tiết để liệt kê ngắn các nhà cung cấp cần được mời tham gia các vòng đàm phán tiếp theo. Quy trình sàng lọc này có thể là mô hình chấm điểm nhà cung cấp hoặc các cuộc thảo luận nội bộ trong tổ chức người mua. Các cuộc thảo luận có thể được tổ chức trên các đề xuất (thường để làm rõ các khả năng kỹ thuật hoặc để lưu ý các lỗi trong một đề xuất hoặc trong nhiều trường hợp để thương lượng về giá). Trong hầu hết các trường hợp, chỉ những nhà thầu được chọn mới có thể được mời tham gia đấu giá tiếp theo hoặc có thể được yêu cầu gửi đề xuất tài chính và kỹ thuật tốt nhất của họ, thường được gọi là Đề nghị cuối cùng và Tốt nhất (BAFO). Những thay đổi tiếp theo có thể được gọi là Đề nghị mua hàng cuối cùng được sửa đổi và tốt nhất (BARFO).
Khi cả hai bên nghĩa là tổ chức người bán và tổ chức người bán đồng ý với điều khoản và điều kiện kỹ thuật và thương mại của đề xuất, họ có thể chuyển sang các bước tiếp theo như ký hợp đồng, tuyên bố công việc sẽ chính thức hóa giao dịch mua.
Ngày nay, nhiều tổ chức đang cộng tác nhiều hơn trong việc phát triển RFP; điều này đặc biệt đúng đối với các trường đại học và các tổ chức công cộng lớn khác đang thực hiện các giao dịch mua công nghệ lớn. Các nhóm phát hành RFP yêu cầu các trường hợp sử dụng cụ thể, thay vì cung cấp danh sách các tính năng và đảm bảo họ có cơ hội bao gồm các cuộc biểu tình, hội thảo trên web và các cuộc họp như một phần của quy trình RFP để đảm bảo họ hiểu rõ về tất cả các sản phẩm cạnh tranh trước khi thực hiện mua hàng.

## Các yêu cầu khác
- Yêu cầu về hiệp hội (RFA), còn được gọi là yêu cầu hợp tác hoặc yêu cầu liên minh, là một đề xuất từ bên này sang bên kia để cùng nhau hành động (thường là trong kinh doanh) và chia sẻ lợi ích của hành động chung này.
- Yêu cầu thông tin (RFI) là đề xuất được yêu cầu từ người bán hoặc nhà cung cấp dịch vụ để xác định sản phẩm và dịch vụ nào có khả năng có mặt trên thị trường để đáp ứng nhu cầu của người mua và biết khả năng của người bán về mặt dịch vụ và thế mạnh của người bán. Các RFI thường được sử dụng trong các vụ mua sắm chính, nơi một yêu cầu có thể được đáp ứng thông qua một số phương tiện thay thế. Tuy nhiên, RFI không phải là lời mời chào giá, không ràng buộc với người mua hoặc người bán và có thể hoặc không thể dẫn đến RFP hoặc RFQ.
- Yêu cầu báo giá (RFQ) được sử dụng khi các cuộc thảo luận với nhà thầu không bắt buộc (chủ yếu là khi các thông số kỹ thuật của sản phẩm hoặc dịch vụ đã biết) và khi giá là yếu tố chính hoặc duy nhất trong việc chọn nhà thầu thành công. Một RFQ cũng có thể được sử dụng trước khi phát hành một RFP toàn diện để xác định phạm vi giá chung. Trong kịch bản này, các sản phẩm, dịch vụ hoặc nhà cung cấp có thể được lựa chọn từ các kết quả RFQ để đưa vào nghiên cứu sâu hơn để viết một RFP đầy đủ hơn. Trong thực tiễn kinh doanh thương mại, RFQ là hình thức được sử dụng phổ biến nhất của RFx, với nhiều công ty không hiểu sự khác biệt giữa RFx, và vì vậy mặc định cho RFQ.
- Yêu cầu về tiêu chuẩn (RFQ) còn được gọi là Bảng câu hỏi sơ tuyển (PQQ) là một tài liệu thường được phân phối trước khi bắt đầu quá trình RFP. Nó được sử dụng để thu thập thông tin nhà cung cấp từ nhiều công ty để tạo ra một nhóm tiềm năng. Điều này giúp giảm bớt quá trình xem xét RFP bởi các ứng cử viên danh sách ngắn ưu tiên đáp ứng các tiêu chuẩn mong muốn.
- Một yêu cầu giải pháp (RFS) tương tự như một RFP, nhưng cởi mở hơn và chung chung hơn. Điều này cho phép nhà cung cấp hoặc nhà cung cấp linh hoạt nhất của tất cả RFx trong việc thể hiện giải pháp của họ hoặc kết hợp sản phẩm và dịch vụ của họ.[5]
- Yêu cầu Đấu thầu (RFT), còn được gọi là Mời thầu (ITT), thường được các chính phủ sử dụng nhiều hơn.